# Untouchables
Untouchables je peti studijski album nu metal grupe Korn. Na njemu se pojavio Grammyjem nagrađen singl "Here to Stay", kao i "Thoughtless" te "Alone I Break". Glazbeni stil na uratku uvelike je nadahnut alternativnim metalom, no prisutne su i nu metal pjesme poput "Bottled Up Inside". Album se pojavio na Internetu pet mjeseci prije službene objave te je dugo bilo uptino hoće li se na njemu još štogod mijenjati prije službenog puštanja u prodaju.

## Popis skladbi
1. "Here to Stay" – 4:32
2. "Make Believe" – 4:37
3. "Blame" – 3:51
4. "Hollow Life" – 4:09
5. "Bottled Up Inside" – 4:00
6. "Thoughtless" – 4:33
7. "Hating" – 5:10
8. "One More Time" – 4:40
9. "Alone I Break" – 4:17
10. "Embrace" – 4:27
11. "Beat It Upright" – 4:15
12. "Wake Up Hate" – 3:13
13. "I'm Hiding" – 3:57
14. "No One's There" – 5:06
15. "Here to Stay (T Ray's Mix)" - 4:18 (samo na ograničenom izdanju albuma)